# 南普陀寺

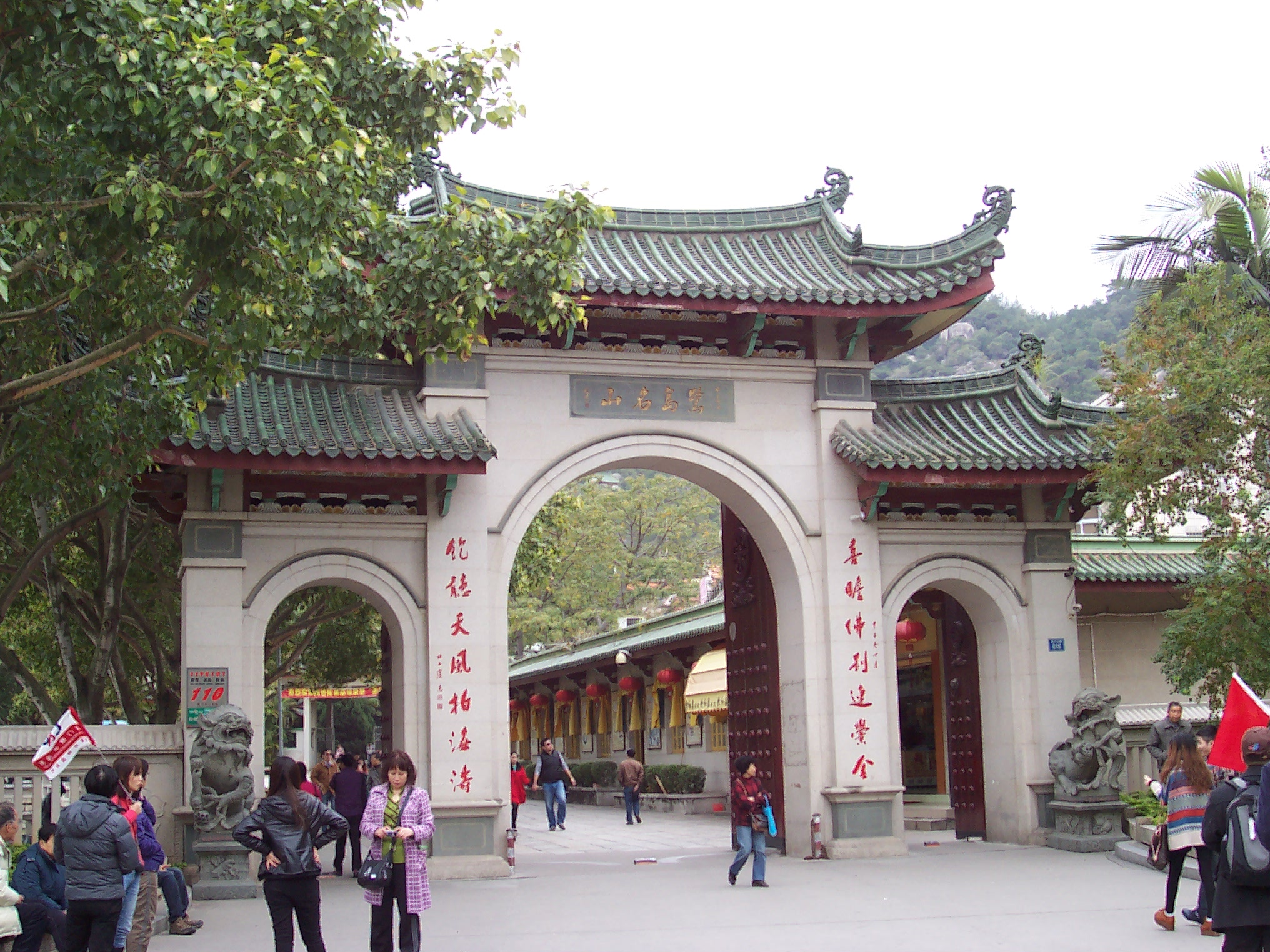
南普陀寺大門

南普陀寺（なんふだじ、閩南語白話字: Lâm-phó͘-tô-sī）は、中華人民共和国福建省厦門市思明区五老峰にある寺。命名は、浙江省の舟山群島にある普陀山の南に位置することに拠る。
厦門から多数の華僑が海外に渡った歴史から、多くの在外華僑の信仰を集めている。

## 歴史
唐末五代十国時代にかけて、禅僧が庵を結んだことから始まる。
清の初期に施琅によって重建された。
中華人民共和国では文化大革命の後、現在は僧侶の教育機関としても運営されている。

## 伽藍

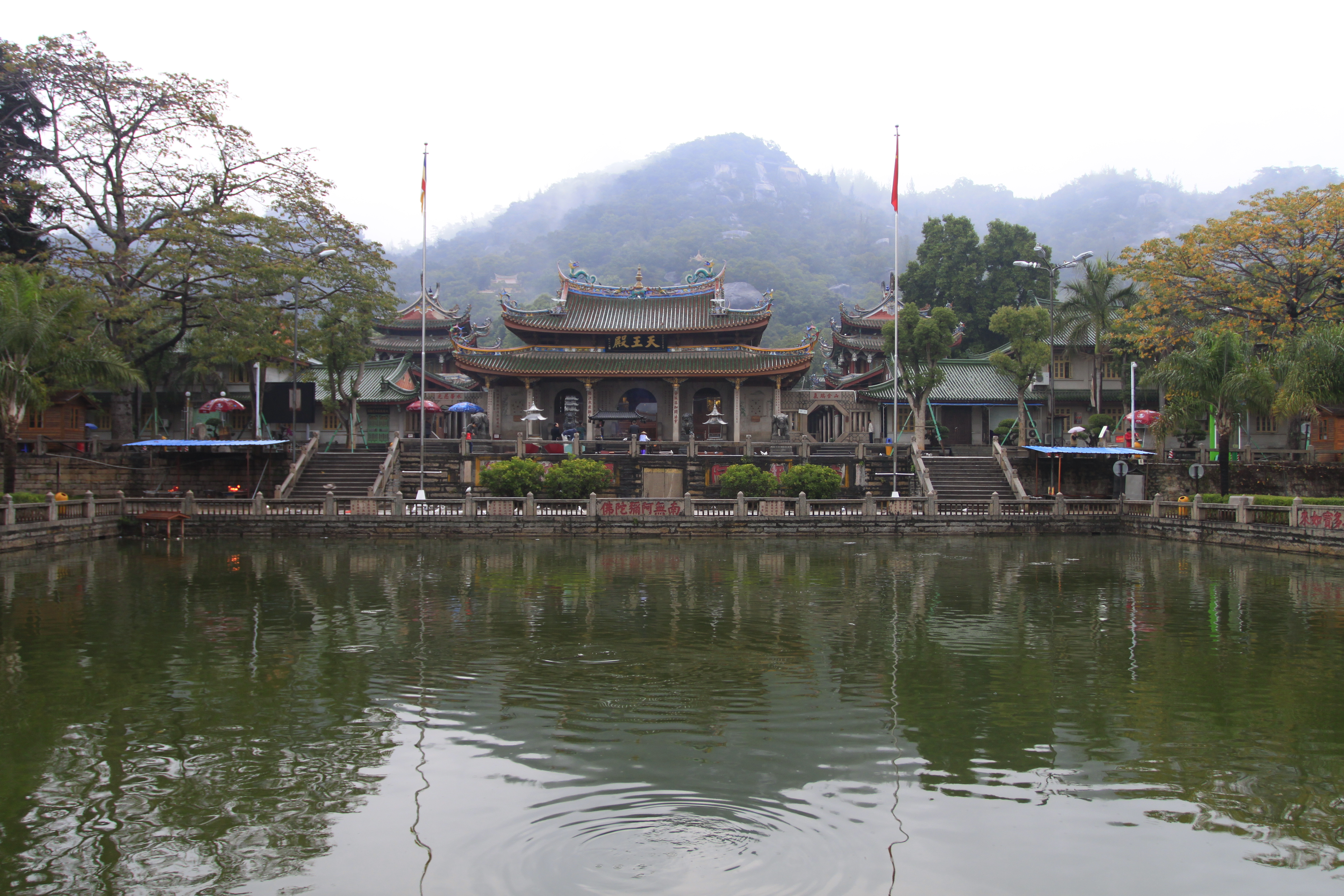
放生池と天王殿
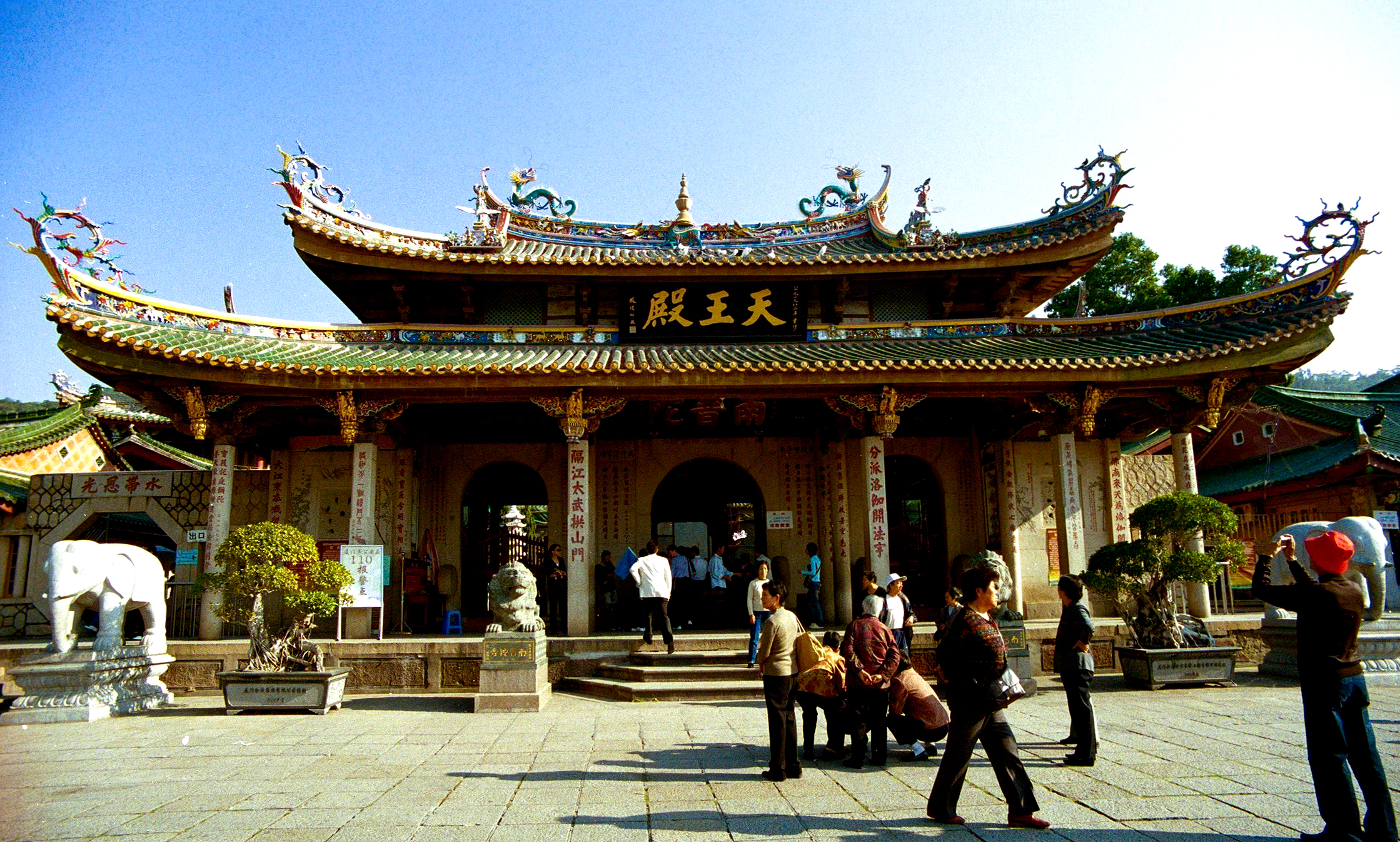
天王殿
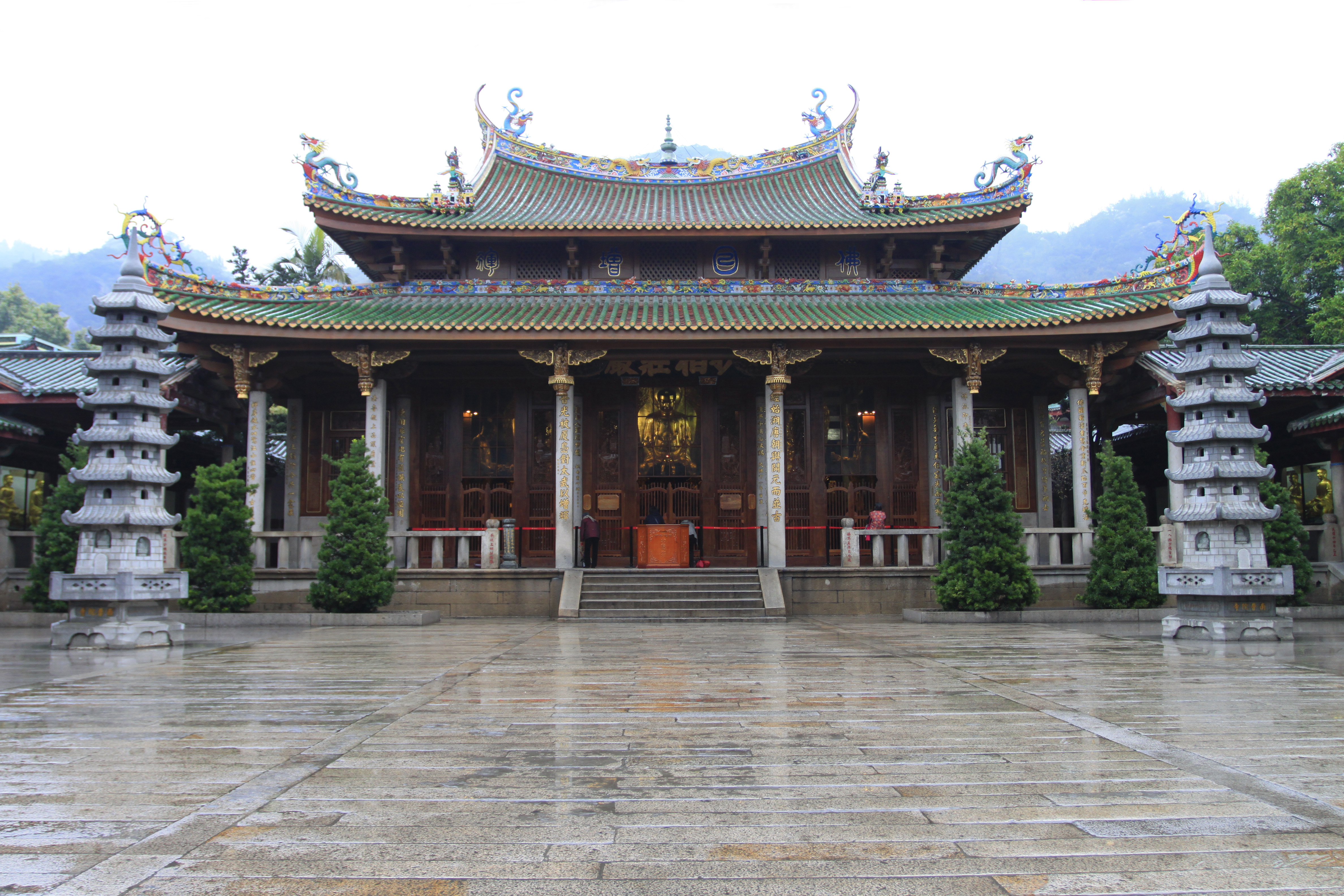
大雄宝殿
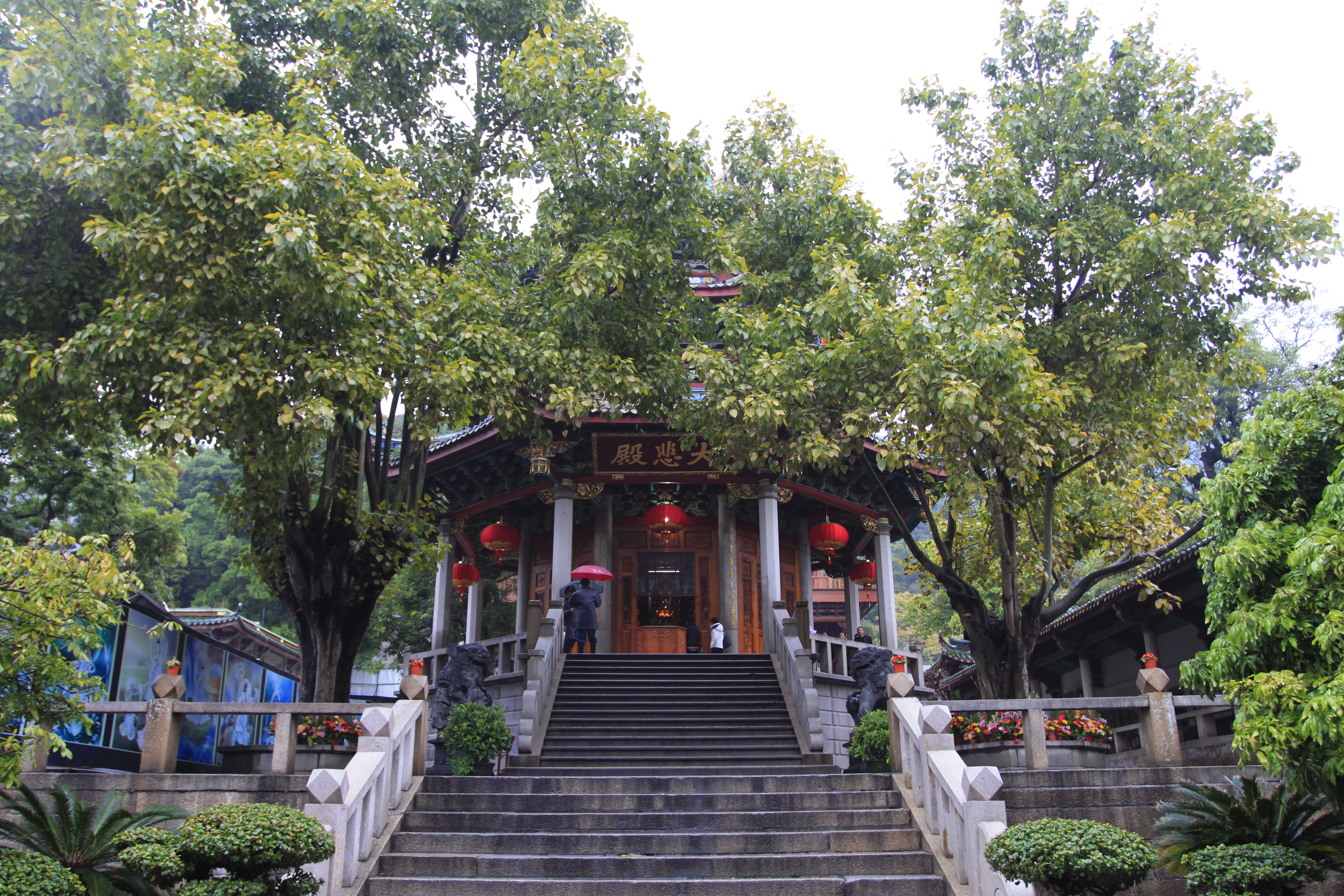
大悲殿
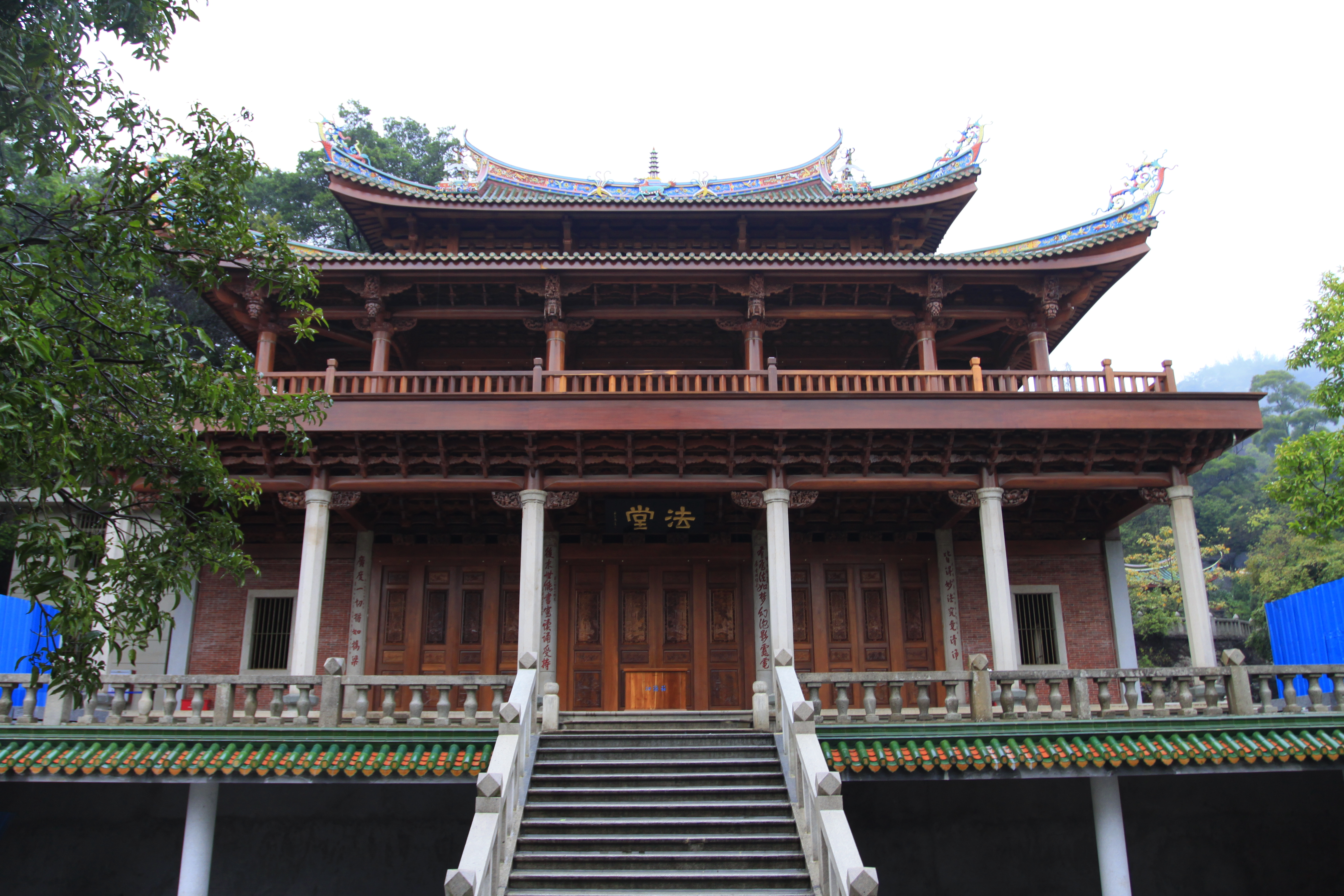
法堂
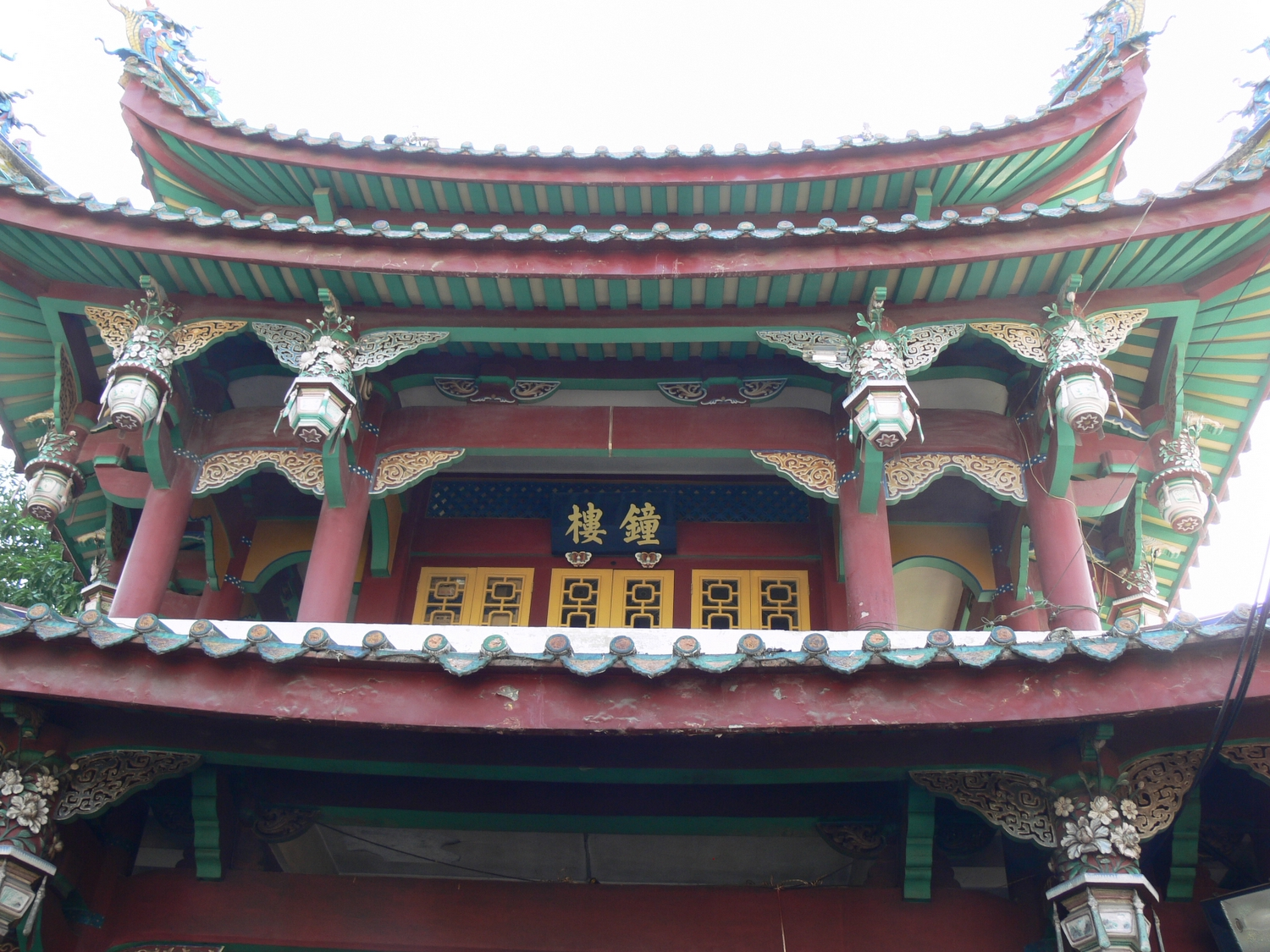
鐘楼
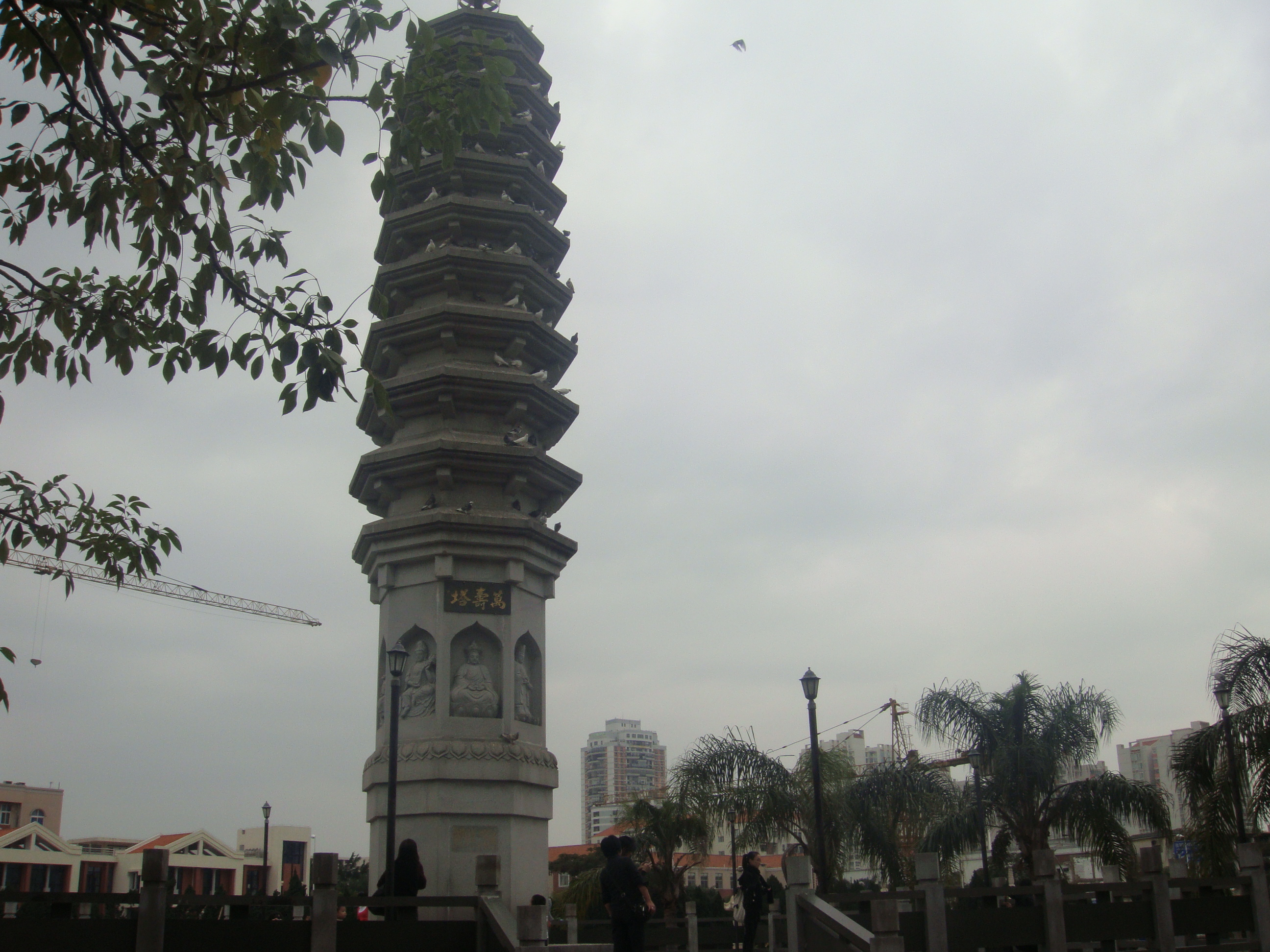
万寿塔
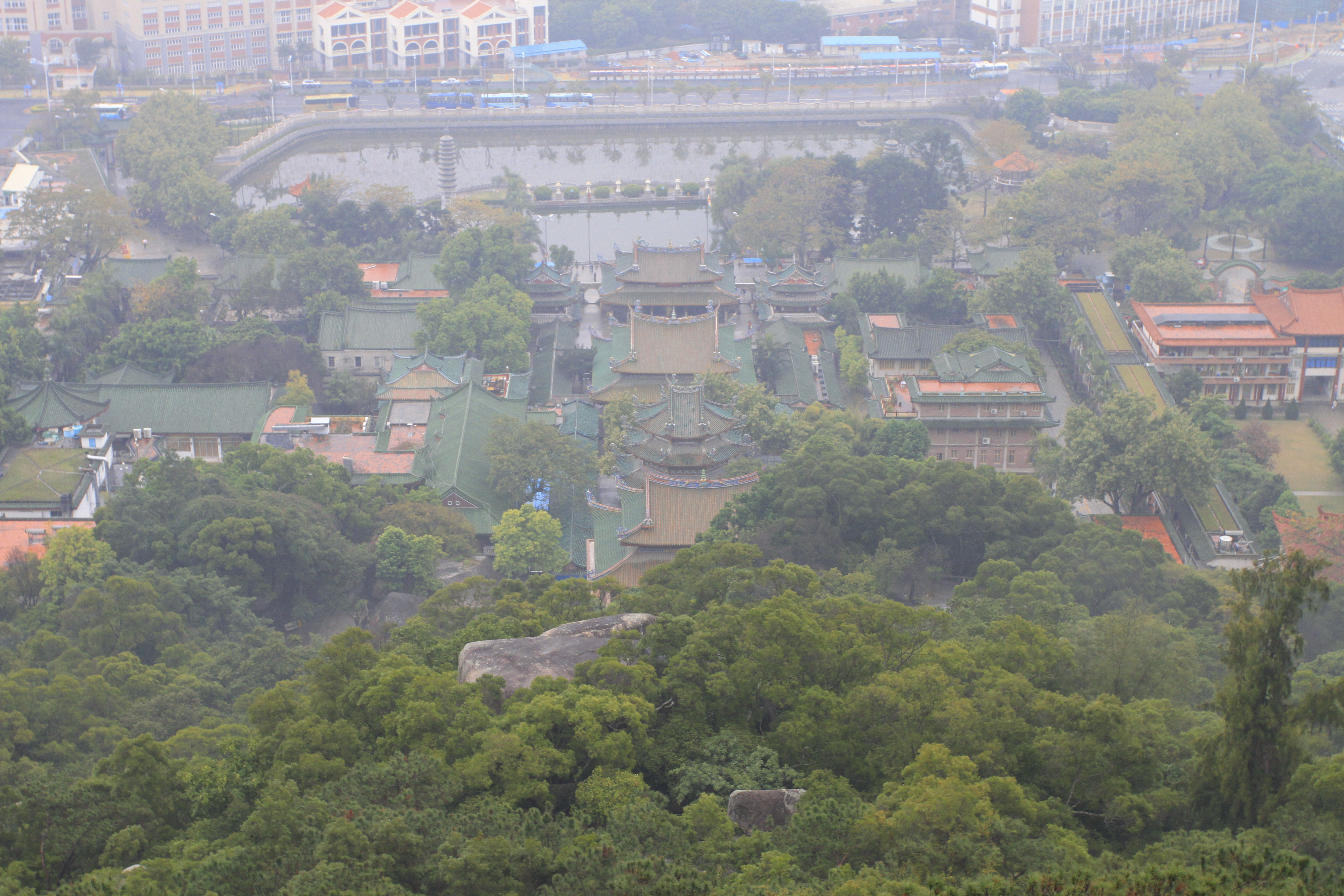
五老峰から鳥瞰
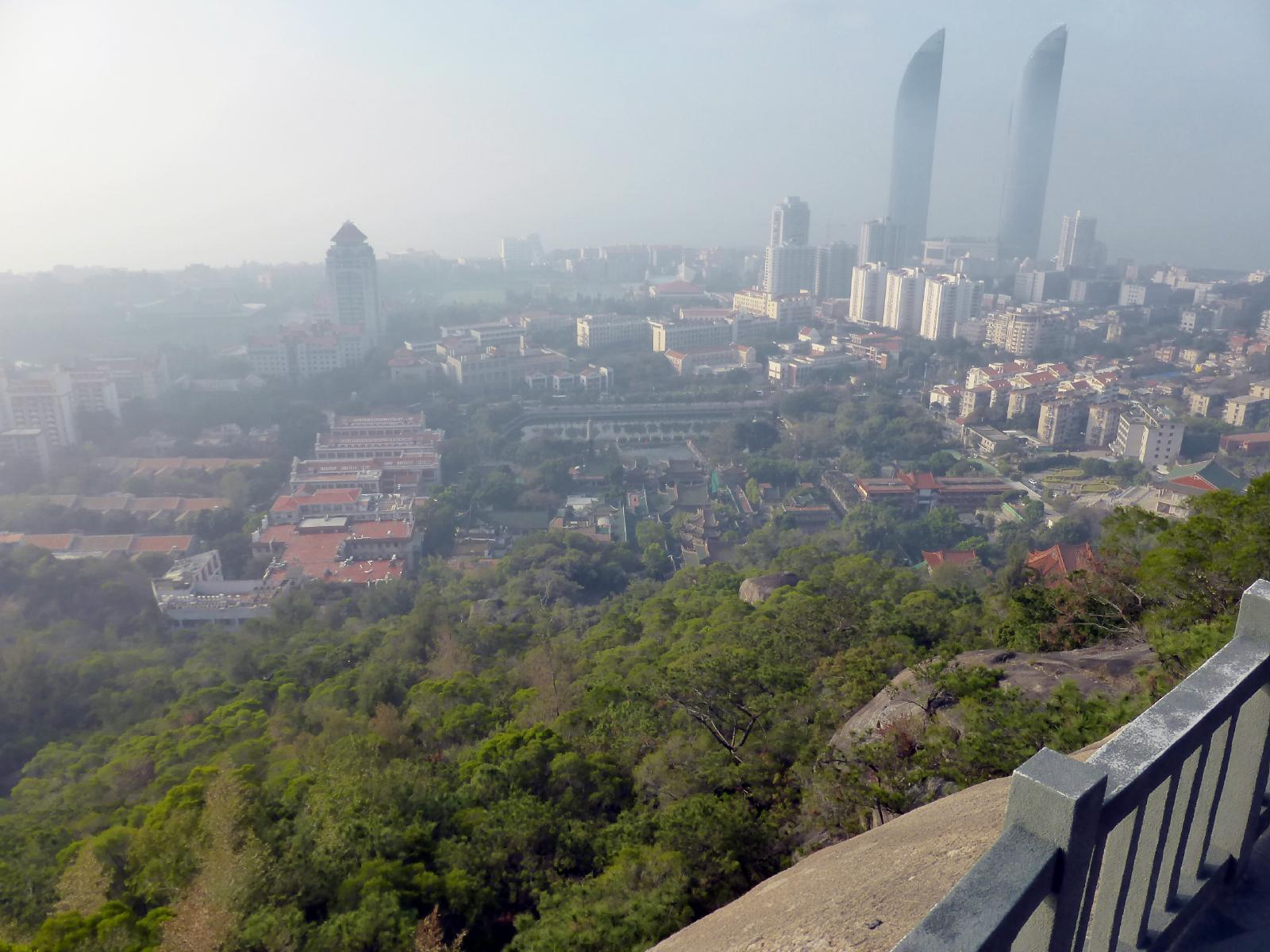
南普陀寺と世茂海峡大厦

座標: 北緯24度26分35秒 東経118度05分30秒 / 北緯24.44310度 東経118.09161度